# راحتگر
راحتگر (به انگلیسی: Rahatgarh) یک منطقهٔ مسکونی در هند است که در بخش ساغر واقع شده‌است. راحتگر ۳۱٬۵۳۷ نفر جمعیت دارد و ۴۶۱ متر بالاتر از سطح دریا واقع شده‌است.